# GeneReviews
GeneReviews és una base de dades en línia que conté articles científics estandarditzats que descriuen malalties hereditàries. Va ser establert el 1997 com GeneClinics per Roberta A Pagon (Universitat de Washington) amb fons dels Instituts Nacionals de Salut. La seva atenció se centra principalment en els trastorns d'un sol gen, subministrament informació actualitzada de trastorns específics en el diagnòstic, maneig i assessorament genètic. S'inclouen en cada article, quan estan disponibles, enllaços a malalties específiques i/o recursos de consum general. La base de dades es publica en el web del National Center for Biotechnology Information. Els articles s'actualitzen cada dos o tres anys, o quan sigui necessari, i es revisen cada vegada que es produeixen canvis significatius o clínicament rellevants. Els articles es poden buscar per autor, títol, gen, i el nom de la malaltia o de la proteïna, i estan disponibles de franc.